# René André Faure
Pour les articles homonymes, voir Faure et Lemire.
René, André Faure, né le 22 mai 1882 à Lille (Nord) et décédé le 21 mars 1954 à Oxelaëre (Nord), est un homme politique français.

## Biographie
Fils d'un industriel, il est propriétaire exploitant, René Faure s'oriente rapidement vers l'agriculture. Propriétaire exploitant à Oxelaëre, la guerre de 1914 l'arrache à sa terre. Mobilisé comme lieutenant au 43e régiment d'infanterie, il a une conduite héroïque. Grièvement blessé près de Berry-au-Bac, il reste grand mutilé et reçoit pour sa vaillance la Croix de chevalier de la Légion d'honneur et la Croix de guerre.
Le conflit terminé, il est élu au conseil municipal d'Oxelaere. Maire  de 1919 à 1936, conseiller d'arrondissement de 1919 à 1925, puis conseiller général du canton de Cassel de 1925 à 1937.
Il est élu dans la 1re circonscription d'Hazebrouck aux élections d'avril 1928 qui marquent le retour au scrutin d'arrondissement. Élu au second tour par 8 308 voix contre 4 768 à son adversaire, M. Huyghe, il s'inscrit au groupe des indépendants. Les commissions où il siège marquent bien où vont ses préoccupations (commission de l'agriculture et commission des régions libérées). Père de huit enfants, les problèmes de la famille le passionnent. Il s'inscrit au groupe parlementaire des familles nombreuses et de la natalité.
Il intervient à plusieurs reprises dans les débats, notamment ceux qui concernent l'agriculture. Battu aux élections de 1936, il se retira de la vie politique.

## Distinctions
- Chevalier de la Légion d'honneur par décret du 16 mars 1921[2].

- Croix de guerre 1914–1918